# Xysticus floridanus
Xysticus floridanus là một loài nhện trong họ Thomisidae.
Loài này thuộc chi Xysticus. Xysticus floridanus được Richard C. Banks miêu tả năm 1896.